# バックスクリーン (お笑いコンビ)
バックスクリーンは、吉本興業東京本社（東京吉本、厳密には子会社のよしもとクリエイティブ・エージェンシー）所属のお笑いコンビ。東京NSC12期生。2011年5月から「新潟県住みます芸人」として活動拠点を新潟に移す。2015年10月31日をもって解散。

## メンバー
星野 和之　( ほしの かずゆき、1987年9月7日 - )
- ボケ、ツッコミ、ネタ作り担当。新潟県小千谷市出身。
- 帝京長岡高等学校卒業[1]
- 身長172cm、体重56kg、血液型O型
- 立ち位置は向かって左側
- 趣味は競馬、漫画、野球、物書き
- 競馬が好きで度々全財産を投じる破滅型のギャンブラー。好きな馬はヴィクトワールピサ
- 尊敬する芸人はペナルティ、ハイキングウォーキング
- スネオヘアーの大ファン[2]
- 過去に漫画喫茶の管理主任を任されたほど漫画に詳しい。今でも自室に業務用の本棚を置いて漫画を揃えている
- アパレルブランドのHYSTERIC GLAMOURを好んで着ている
- 趣味にもある通り文章を書くのが得意でブログには定評がある
- ダウンタウンのガキの使いやあらへんで!!の笑ってはいけないシリーズ の罰隊を5年間やっていた
- 口ゲンカでは誰にも負けないと豪語しており「ヤンごとなき！」の口ゲンカ王決定戦では圧倒的な強さで優勝した

大谷 哲也　( おおたに てつや、1986年5月10日 - )
- ボケ、ツッコミ担当。千葉県我孫子市出身。
- 身長170cm、体重64kg、血液型B型
- 立ち位置は向かって右側
- 自己紹介の際に「～ってやつですよ」というつかみがある
- 趣味はアイドル、散歩
- 好きなアイドルはAeLL.、RYUTist
- 基本的に怒ることがない
- テレビ、新聞、ニュース、映画などを一切見ない。最後に見た洋画は少林サッカー
- 天然と言われているが単なる馬鹿という説もある
- 酒が入り酔うと面白くなると言われているが酒に強いためなかなか酔わず面白くならない
- 動物好きを自称するが実家が貧乏だったため1度もペットを飼ったことがない
- 基本的に怒ることがない
- 尊敬する芸人はナインティナイン

## 概要
- NSCで知り合い、星野が大谷を誘う形でコンビを結成。
- YNN47LIVE（吉本ネタネットワーク）、あなたの街に住みますプロジェクトの企画により、新潟県住みます芸人として、星野の地元である新潟県に拠点を移し、活動中。
- ボケとツッコミが定まっておらずその場によって変わる。
- 全くと言っていいほど性格が正反対で趣味も合わない。
- 学年も学校も違うが高校生の頃に星野が生徒会長、大谷が生徒会副会長を務めていた。
- 2012年12月から毎月1回単独で新ネタライブを行っている
- 以下のように様々なPR大使を務めている。
  - 新潟競馬場住みます芸人
  - 燕三条ラーメン王国お遍路マップPR大使（2012年3月30日 - ）
  - にしかんホッケーPR大使（2012年4月15日 - ）
  - 新潟春競馬特別広報隊長（2012年5月5日 -2012年5月20日 ）
  - にいがた総おどりPR大使（2012年8月12日 - ）
  - 上越に来てもらい隊 隊長（2013年4月12日 - ）
  - 植樹祭応援隊長（2013年6月13日 - ）
- 2015年に解散後は、大谷がピン芸人に転向し新潟県住みます芸人を継続している。星野もフリーのピン芸人として新潟県を拠点に活動を続けている。

## 出演
テレビ番組 
- Do?Do?Boon!!!（UX）※毎週レギュラー
- ヤンごとなき!（UX）※毎週レギュラー
- ノリで行こう!!（テレビ新潟）
- エド・はるみ物語（フジテレビ）
- ニッポン！いじるＺ（TBS）
- ジャパーン47chスーパー！（TBS）
- スマイルスタジアム（新潟総合テレビ(NST)）
- 水曜見ナイト（BSN）
- まるどりっ!（UX）
- スーパーJにいがた（UX）
- 超耕21ガッター（新潟総合テレビ(NST)）
- はじまるまで待てない!24時間テレビにいがた（テレビ新潟）
- 越後加茂川夏祭り2012（新潟総合テレビ(NST)）
- ゲレンデに恋して2012～ニイガタSNOW SMILE（新潟総合テレビ(NST)）
- 大地の恵み 美味しいとこ採り！旬のにいがた ふれあい旅（新潟総合テレビ(NST)）
- 熱いぜ!にいがた芸人ラーメン部～至極の一杯 ここに集結～（新潟総合テレビ(NST)）
- 鶴岡観光特番～庄内さ こいばいあんね～（テレビ新潟）
- バックスクリーンのホームランキッチン（テレビ新潟）

 ネット配信 
- 「バックスクリーンの新潟より愛をこめて」

 舞台 
- 「GROWING UP」（神保町花月）
- 「【かつて】の意味」（神保町花月）
- 「帰るならひとこと言ってよ」（神保町花月）
- 「なじらねジュニア結成ライブ」2011年12月11日（新潟BSNサブスタジオ）
- 「なじらねジュニアお笑いライブ～新潟で仕事くれなきゃライブやらねっけ～」2012年5月26日 （新潟BSNサブスタジオ）
- バックスクリーン新ネタライブ「空想劇場」

 映画 
- 冬のアルパカ(2012年)

ミュージックビデオ
- スネオヘアー『slow dance』出演 ※星野のみ